# آفتون نروت
آفتون نروت (به انگلیسی: Ufton Nervet) یک روستا و محله مدنی در بریتانیا است که در بارکشر غربی واقع شده‌است. آفتون نروت ۶٫۴۸ کیلومتر مربع مساحت و ۲۹۶ نفر جمعیت دارد.